# L1 Puppis
L1 Puppis è una stella di magnitudine 4,88 situata nella costellazione della Poppa. Dista 181 anni luce dal sistema solare.

## Osservazione
Si tratta di una stella situata nell'emisfero celeste australe. La sua posizione moderatamente australe fa sì che questa stella sia osservabile specialmente dall'emisfero sud, in cui si mostra alta nel cielo nella fascia temperata; dall'emisfero boreale la sua osservazione risulta invece più penalizzata, specialmente al di fuori della sua fascia tropicale. La sua magnitudine pari a 4,9 fa sì che possa essere scorta solo con un cielo sufficientemente libero dagli effetti dell'inquinamento luminoso.
Il periodo migliore per la sua osservazione nel cielo serale ricade nei mesi compresi fra dicembre e maggio; nell'emisfero sud è visibile anche all'inizio dell'inverno, grazie alla declinazione australe della stella, mentre nell'emisfero nord può essere osservata limitatamente durante i mesi della tarda estate boreale.

## Caratteristiche fisiche
La stella è una stella bianca peculiare, e come tale è caratterizzata da un forte campo magnetico ed una rotazione piuttosto lenta rispetto ad altre stelle di tipo spettrale A. È una variabile di tipo Alfa2 Canum Venaticorum, la sua magnitudine varia di 0,07 magnitudini in un periodo di poco superiore alle 22 ore.
La sua magnitudine assoluta è di 1,15 e la sua velocità radiale positiva indica che la stella si sta allontanando dal sistema solare.